# 派克太陽探測器
派克太陽探測器（英語：Parker Solar Probe，縮寫：PSP）又譯帕克太陽探測器，簡稱派克號或帕克號，舊稱太陽探測器（Solar Probe）或太陽探測器 +（Solar Probe Plus 或 Solar Probe+），是NASA於2018年發射的無人太空船，其任務是反覆的探測和觀察太陽的外日冕。它將在2025年最接近太陽，與太陽中心距離僅有9.86太陽半徑（690萬公里或430萬英里），屆時的速度高達690,000 km/h（430,000 mph），或是光速的0.064%。
這個計畫在2009財政年度宣布，該專案的費用為15億美元。由約翰·霍普金斯大學 應用物理實驗室設計和製造的這艘太空船於2018年8月12日發射。它以芝加哥大學名譽教授，物理學家尤金·派克的名字命名，以表彰他對太陽物理學的貢獻；這是NASA首次以在世人物的名字作為任務的正式名稱。

## 歷史

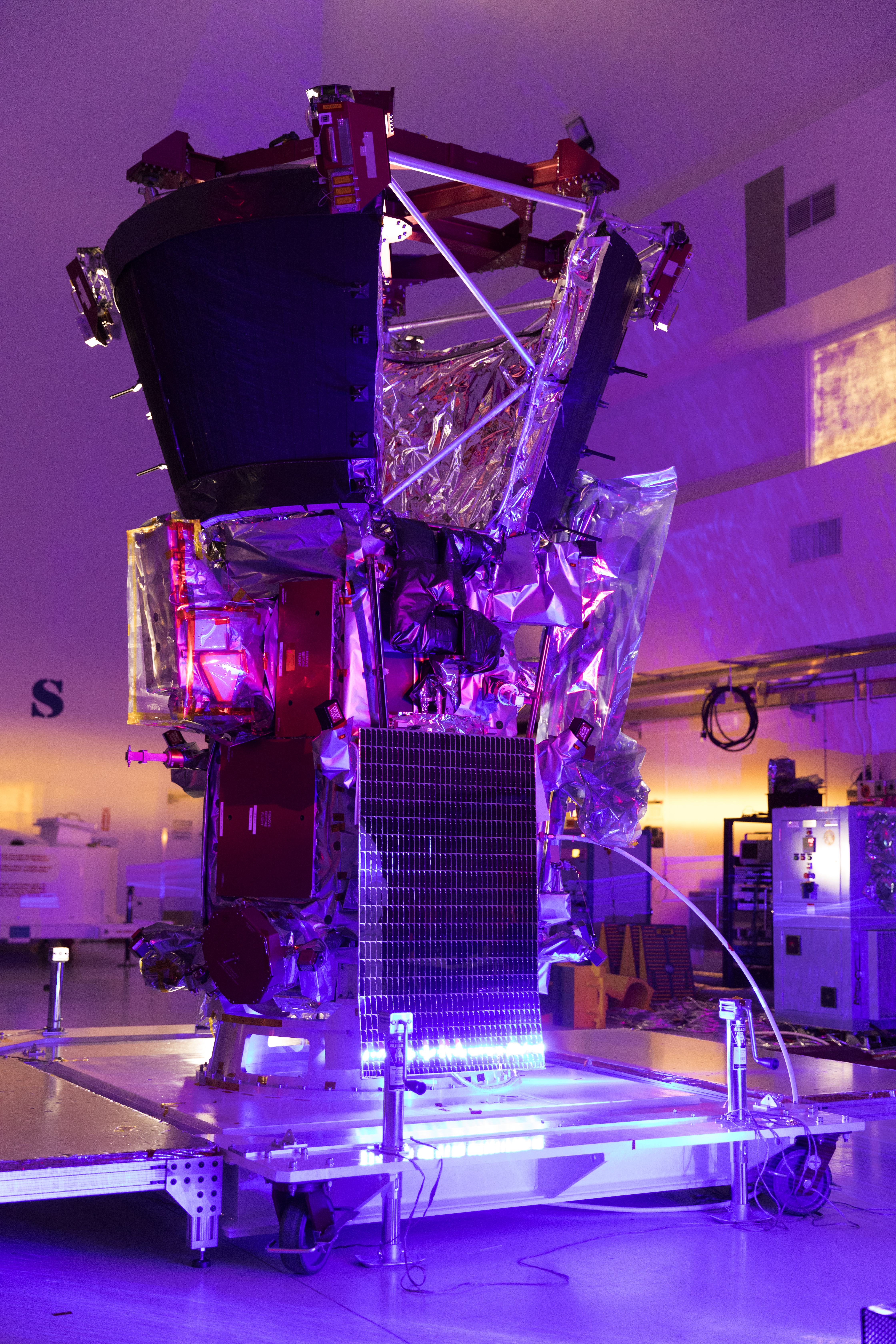
在天文科技公司進行燈條測試。

派克太陽探測器的概念源自20世紀90年代構思的前身：太陽軌道器。在設計和目標上類似，太陽探測器任務是NASA制定的"外行星/太陽探測器"（OPSP）計畫的核心部分之一 計畫的前三個任務是：太陽軌道器、冥王星和古柏帶偵察任務的冥王星-古柏帶特快車、和側重於天體生物學，聚焦在歐羅巴的歐羅巴軌道器。
最初的太陽探測器設計使用木星的 重力助推進入繞極軌道，讓軌道方向幾乎垂直於太陽的赤道面。雖然這樣可以探索重要的太陽極區，並且更接近太陽的表面（近日點在3-4太陽半徑），但極端的太陽輻照變化，需要一台放射性同位素熱電機來發電，使得任務極為昂貴。前往木星也是一個漫長的任務，要3+1⁄2年才首度接近太陽，第二次則是8年後。
在塞恩·奧基夫於2011年被任命為NASA的署長之後，美國總統喬治·布希提出的2003年美國聯邦預算部分，使整個OPSP計畫被取消。署長奧基夫指出NASA必須調整其它的計畫，以符合布希政府希望NASA重新關注"研究和發展，解決管理缺陷"的願望。
取消OPSP的計畫，最初還導致新視野號也被取消，但該任務最終贏得了競爭，取代了前OPSP計畫中的冥王星-古柏帶特快車。這項繼承OPSP計畫概念的任務，最終成為新疆界計畫啟動的第一個任務。它經歷一場漫長的政治角力，於2006年爭取到啟動該計畫的資金。
在2010年代早期，"太陽探測器"任務的計畫被納入一個低成本的"太陽探測器  +"。重新設計的飛行任務，用更直接的飛行路徑，可以透過太空中的太陽電池板供應電力，並多次的使用金星重力助推。它還有更遠的近日點，減少了對熱保護系統的需求。
在2017年5月，這艘太空船重新命名為派克太陽探測器以尊榮提出太陽風這個術語的天文物理學家尤金·派克 。這個太陽探測器花費了NASA15億美元。應用物理實驗室的工程師安德魯·丹茨勒參與了這個專案計畫，發射火箭也承載了他的獻身精神。
2018年5月18日，一張裝有110多萬人姓名的記憶卡被安裝在一塊匾牌中，放置在派克號的高增益天線下方。這張卡上還包含派克的照片和他1958年的科學論文影本，在這篇論文對太陽物理學方面有重要的預測。
2018年10月29日大約美東標準時間1:04，這艘太空船成為最接近太陽的人造物體。之前的紀錄是太陽太陽神2號在1976年創造的，距離太陽表面4,273萬公里（2,655萬英里）。
2020年7月，帕克拍摄了金星照片。2021年4月，帕克太阳探测器成功穿过太阳大气的最外层日冕。
2024年12月24日，帕克在距离太阳表面610万公里外高速掠过，這是截至當時人类探测器最接近太阳的一次。

## 太空船

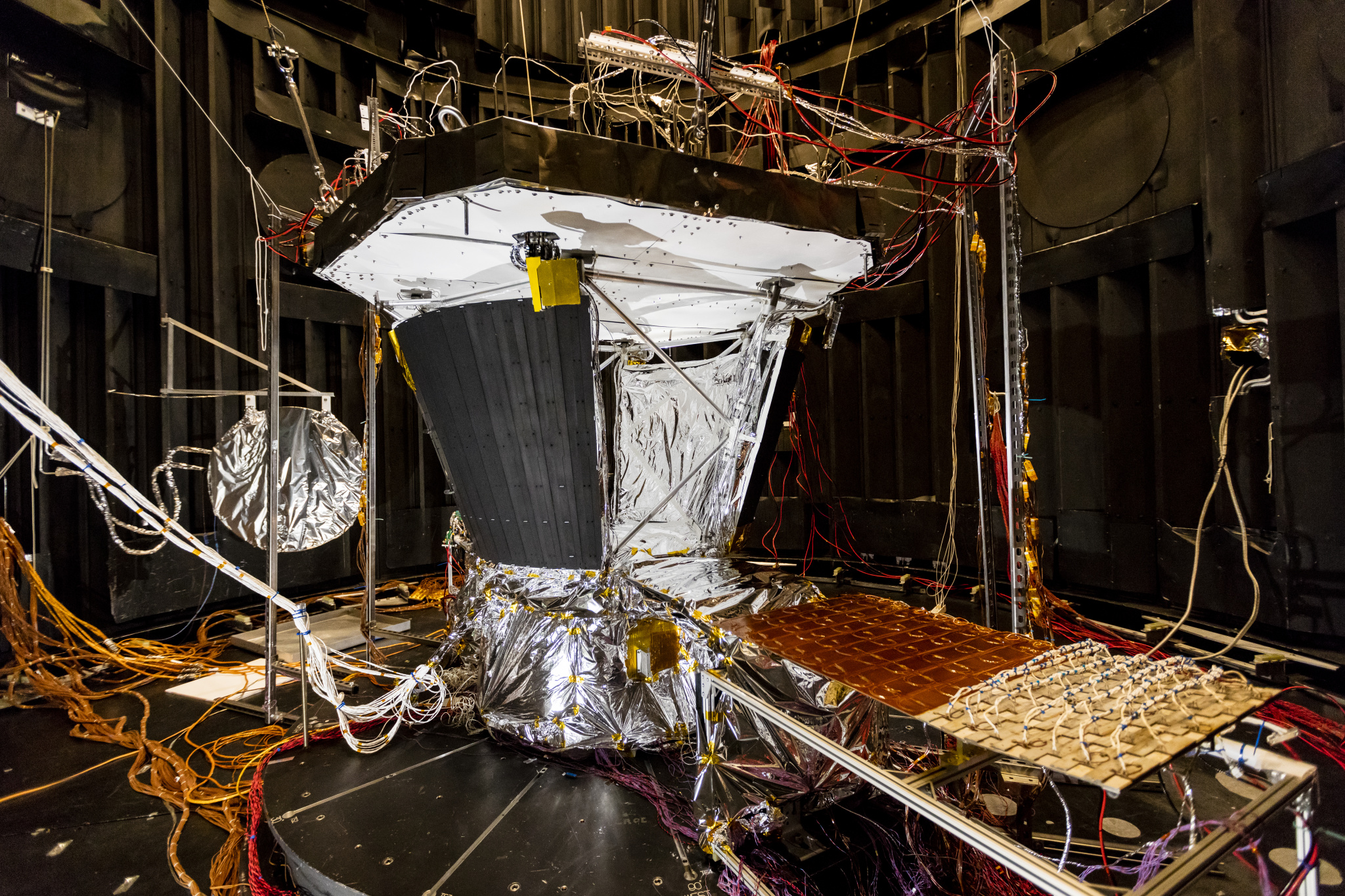
熱測試中的太空船。

"派克太陽探測器"是第一艘飛入太陽外日冕的太空船。它將評估太陽日冕中的電漿和磁場結構與動力學，加熱太陽日冕和推動太陽風的能量流，以及加速高能粒子的機制。
在近日點的太陽輻射強度約為650 kW/m2，或是在地球軌道的475倍:31。為免於太空船的系統受到極端的高溫和輻射傷害，設計了太陽盾來保護。太陽盾由強化碳複合材料製造，安裝在太空船朝向太陽的一側，形狀是六角形，直徑是2.3米（7.5英尺），厚11.4 cm（4.5英寸）。它的設計讓太空船能夠承受大約1,370 °C（2,500 °F）的高溫.。
白色的氧化鋁表面層可以讓吸收減至最低程度。太空船的系統和科學儀器位於盾牌陰影的中心部分，直接來自太陽的輻射被完全阻擋掉。如果盾牌不在太陽和太空船之間，探測器將在幾十秒內損壞並失效。由於無論在何處，與地球的無線電通訊至少大約需要8分鐘，"派克太陽探測器"必須自主和迅速地行動，以保護自己。這將使用4個光感應器直接來檢測與限制陽光的第一批痕跡，並引導反應輪的運動，使太空船能始終或再次置身於陰影中。根據專案科學家尼基·福克斯（NickyFox）所說，研究小組稱其為"有史以來最自主的太空船"。
飛行任務的動力主要來是太空中的太陽電池板（光伏陣列）。在距離太陽0.25 AU外使用的主光伏陣列，在接近太陽時會縮回在盾牌的陰影面內，只使用較小的第二組陣列提供太空船所需的電力。第二組陣列使用泵液冷卻來保持太陽能電池板和儀器的工作溫度。

## 軌道

自2018年8月7日至2025年8月29日期間的"派克太陽能探測器"軌跡動畫
派克太陽探測器·
太陽·
水星·
金星·
地球
。更詳細的動畫：請參閱 這個視頻。

派克太陽探測器的任務多次使用金星的重力助推來逐漸減少其軌道的近日點，以達到最終距離太陽表面8.5太陽半徑，即大約6×106 km（3.7×106 mi；0.040 AU）。近7年來太空船根據預設的軌道7次飛掠過金星，以逐漸縮小總共繞太陽24圈的橢圓軌道。根據預測，太陽輻射的環境會導致太空船的充電效應、材料和電子設備的輻射傷害以及電信中斷，因此軌道是高度的橢圓，讓在太陽附近停留的時間不致太長。 
軌道需要發射時的高能量，因此使用三角洲4號重型運載火箭作為發射載具，上面一節的火箭使用STAR48BV固體火箭發動機。行星際的重力助推將提供相對於日心軌道的進一步減速，這將創造在近日點的日心速度紀錄。當探測器在太陽附近繞行時，它的速度將高達200 km/s（120 mi/s），這將暫時成為速度最快的人造物體，幾乎是目前紀錄保持者，太陽神2號的3倍 。與軌道中的每一個物體一樣，太空船在接近近日點時會加速，遠離時減速。

## 任務

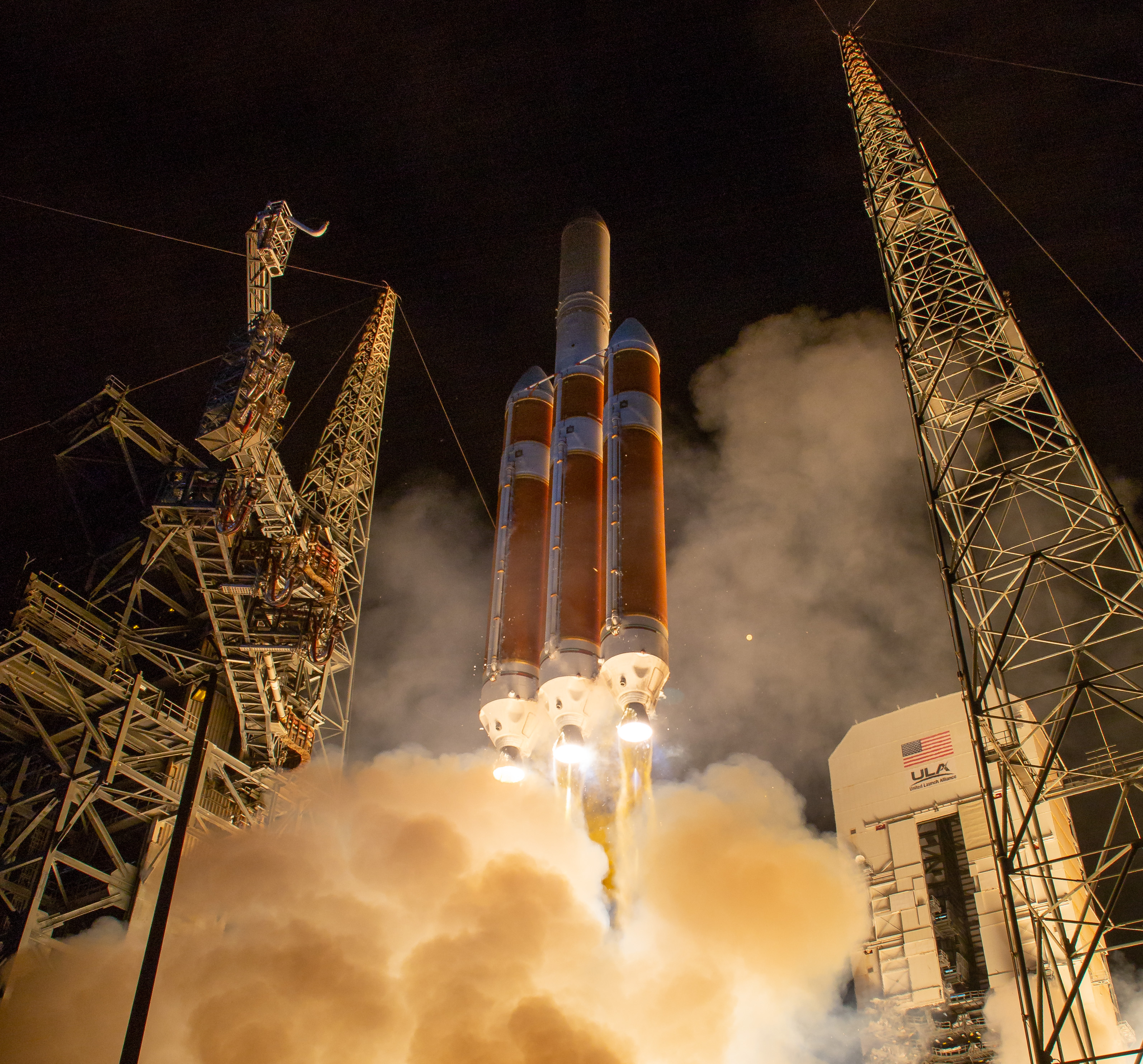
於2018年發射的"派克太陽能探測器"。

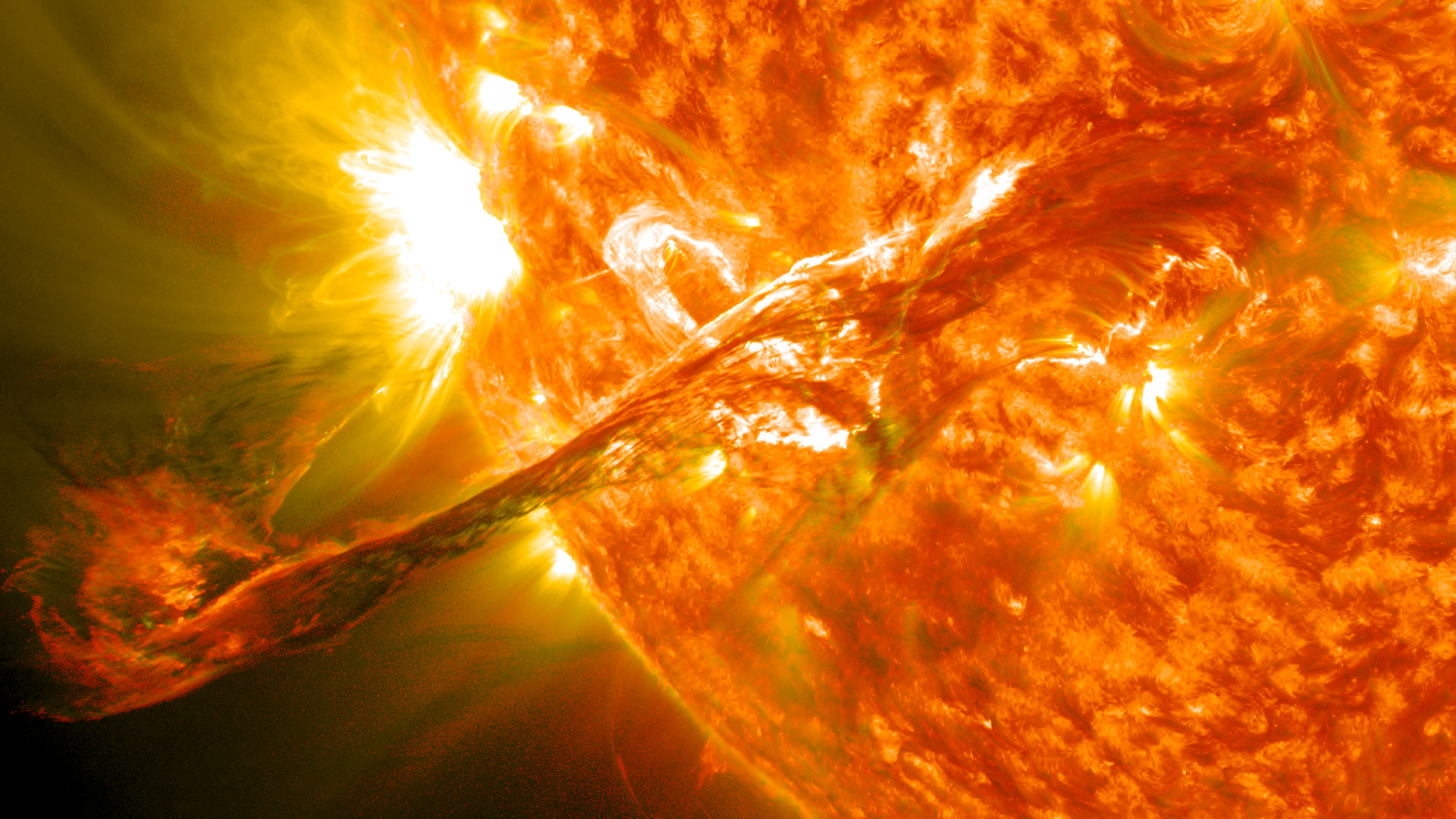
總體目標是對地球所屬的恆星，太陽—這個天體的認識。它除了引力之外，還釋放出光和太陽風，對地球和太陽系產生巨大的影響。當太空船接近太陽時，它必須與這些力量抗衡。

## 科學研究

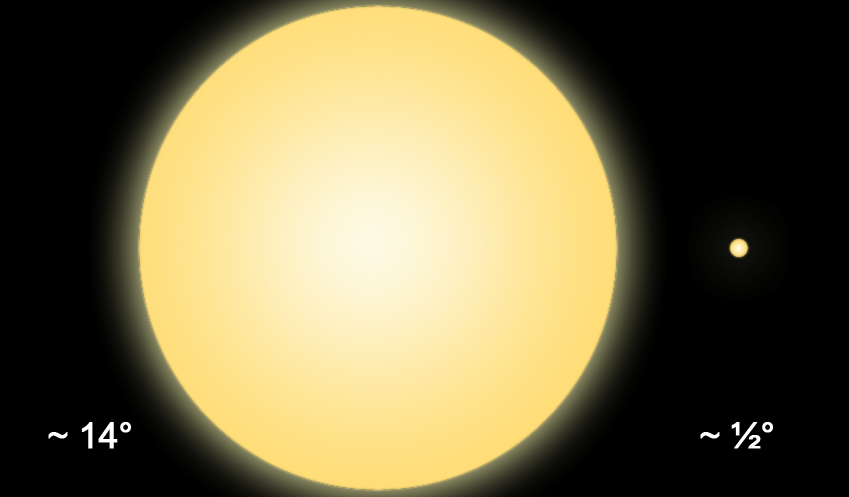
從派克太陽探測器的軌道上可以看見的太陽視大小，與地球上看見的太陽視大小比較。

這次任務的目標是：
- 追蹤加熱日冕與加速太陽風的能量流動。
- 確定太陽風源頭的太陽磁場的動力學和結構。
- 確定傳輸和加速高能粒子的機制。

### 調查
為實現這些目標，這次的任務將進行五項主要的實驗或調查：
- 電磁場調查（ 場 ） – 這項研究將直接測量電場和磁場、無線電波、坡印廷通量、電漿的絕對密度、和電子溫度（英语：Electron temperature）。它由兩個通量閘磁強計、一個搜索線圈磁強計、和5個電漿電壓感應器組成。首席調查員是加州大學柏克萊分校的stuart bale。
- 太陽的綜合科學調查（IS☉IS（英语：ISIS (space probe instrument)）） –  這項調查將測量高能電子、質子和重離子。由兩個獨立的儀器，EPI-Hi 和 EPI-Lo，組成儀器套件。首席調查員是 普林斯頓大學 的大衛·麥科瓦斯（David McComas）。
- 太陽能探測器的廣域成像儀（ wispr ） – 這架光學望遠鏡將獲取日冕和內日光層（英语：heliosphere）的影像。首席研究員是美國美國海軍研究實驗室的羅素·霍華德（Russell Howard ）。
- 太陽風電子、α粒子和質子（SWEAP) – 這項研究將計算電子、質子和氦離子，並測量它們的速度、密度和溫度等特性。主要的儀器是太陽探針分析儀（SPAN，兩個靜電分析儀（英语：electrostatic analyzer））和太陽探針杯（SPC，一個法拉第杯）。首席研究員是史密森尼天體物理天文臺的賈斯汀·卡斯帕（Justin Kasper ）。
- 日光層起源與太陽探測進階（Heliopspp） – ) 理論和建模的研究，以最大限度提高任務的科學回報。首席研究員是加州大學洛杉磯分校和噴射推進實驗室（JPL）的Marco Velli。

## 註解
1. ↑  任務規劃的近日點是 9.5太陽半徑，或距離太陽表面8.5太陽半徑，但後來的文件都說9.86太陽半徑。確切的值要到2024年第七次金星重力輔助之前才能做最後的確認。任務計畫人員可能在這之前稍做修正。

## 外部連結
维基共享资源上的相關多媒體資源：派克太陽探測器
- Parker Probe Plus （页面存档备份，存于） at Johns Hopkins University Applied Physics Laboratory (JHUAPL)
- Solar Probe Plus (Mission Engineering Report; JHUAPL)
- Heliophysics Research (NASA)
- Explorers and Heliophysics Projects Division （页面存档备份，存于） (EHPD; NASA)
- Parker Solar Probe （页面存档备份，存于） (data and news; NASA)
- Parker Solar Probe （页面存档备份，存于） (Video/3:45; NYT; August 12, 2018)
- Parker Solar Probe （页面存档备份，存于） (Video-360°/3:27; NASA; September 6, 2018)